# كلارا شورتريدج فولتز
كلارا شورتريدج فولتز (16 يوليو 1849-2 سبتمبر 1934) محامية أمريكية، وأول محامية في الساحل الغربي، ورائدة فكرة المحامي العام. أعيد تسمية مبنى المحاكم الجنائية في وسط مدينة لوس أنجلوس على اسمها عام 2002، ويعرف الآن باسم مركز كلارا شورتريدج فولتز للعدالة الجنائية.

## النشأة والتعليم القانوني
ولدت فولتز باسم كلاريسا شورتريدج في ميلتون، إنديانا، لتاليثا وإلياس ويليتس شورتريدج (محام وواعظ). قبل الحرب الأهلية، انتقلت العائلة إلى ماونت بليزانت، آيوا، حيث التحقت فولتز بمدرسة مختلطة (أمر نادر في ذلك الوقت). في ديسمبر 1864، في سن الخامسة عشر، هربت مع مزارع ومحارب قديم في الحرب الأهلية يُدعى جيريمايا د. فولتز، وبدأوا إنجاب الأطفال. ومع ذلك، واجه صعوبة في إعالة أسرته. انتقلت آل فولتز عدة مرات، أولاً إلى بورتلاند، أوريغون وأخيراً إلى سان خوسيه، كاليفورنيا عام 1872. خلال هذه الأوقات، ساهمت بمقالات في نيو نورثويست وسان خوسيه ميركوري.
حوالي عام 1876، تخلى عنها زوجها وأطفالهم الخمسة. بدأت دراسة القانون في مكتب قاضٍ محلي، جزئيًا من خلال دعم الناشطة المحلية في مجال حقوق المرأة في الاقتراع سارة نوكس-غودريتش. دعمت نفسها أيضًا بإلقاء محاضرات عامة، ابتداء من عام 1877، حول حق الاقتراع.

## المسيرة القانونية

### الانضمام إلى نقابة محامين كاليفورنيا
أرادت فولتز إجراء امتحان المحاماة، لكن قانون كاليفورنيا في ذلك الوقت كان يسمح فقط للذكور البيض بأن يصبحوا أعضاء في نقابة المحامين. ألفت فولتز مشروع قانون للولاية، يُعرف باسم «قانون المحامية»، والذي استبدل «الذكر الأبيض» بكلمة «شخص»، وفي سبتمبر 1878 اجتازت الاختبار وكانت أول امرأة تدخل نقابة المحامين في كاليفورنيا، وأول محامية على الساحل الغربي بأكمله للولايات المتحدة. بعد حصولها على قدر ضئيل من التعليم الرسمي، كانت ترغب في الدراسة في أول كلية قانون في كاليفورنيا لتحسين مهاراتها. إلى جانب حليفتها لورا دي فورس غوردون، تقدمت فولتز بطلب إلى كلية هاستينغز للقانون ولكن رُفض قبولها بسبب جنسها. رفعت فولتز وغوردون دعوى قضائية، لكنهما أدركتا أنهما يواجهان معارضةً قوية.
لتعزيز قضيتهم، كتب غوردون وفولتز تعديلًا على دستور ولاية كاليفورنيا جاء فيه «لا يجوز استبعاد أي شخص، بسبب الجنس، من الدخول في أي عمل أو مهنة أو مهنة قانونية أو متابعتها». بالاعتماد على كل من مشروع قانون المحامية وبيان تكافؤ الفرص في العمل الذي صودق عليه لاحقًا في الدستور، كان بإمكان فولتز وغوردن القول إنه إذا كان بإمكان النساء العمل كمحاميات، فلا بد من السماح لهن بالتأكيد بالالتحاق بكلية الحقوق في جامعة كاليفورنيا المختلطة. وافق القاضي موريسون، وفي قضية فولتز ضد هوج حكم بضرورة قبول فولتز وغوردون في هاستينغز. استئنِف الحكم، ودرست فولتز واجتازت اختبار نقابة المحامين في المحكمة العليا لولاية كاليفورنيا من أجل مناقشة قضيتها، والتي فازت بها في النهاية. على الرغم من نجاح فولتز في الحصول على قبول لجميع النساء المؤهلات في ساستينغز، إلا أن العمل للفوز بالقضية ترك فولتز فقيرة وعادت إلى حياتها المهنية بدلاً من تحقيق حلمها في الالتحاق بكلية الحقوق.